# Ttanttara
Ttanttara (딴따라?, lett. "Intrattenitori"; titolo internazionale Entertainer) è una serie televisiva sudcoreana trasmessa su SBS dal 20 aprile al 16 giugno 2016.

## Trama
Shin Suk-ho è un manager di successo che lavora per la KTOP Entertainment, una delle compagnie di intrattenimento più grandi della Corea del Sud. Dopo aver deciso di diventare indipendente e fondare la propria azienda, la Mango Entertainment, si ritrova improvvisamente ad affrontare molte difficoltà, perdendo tutto e finendo in prigione. Dopo essere stato rilasciato, mentre cerca di ricostruire la sua vita, conosce un talentuoso studente del liceo, Jo Ha-neul, e decide di trasformarlo in un famoso cantante. Tuttavia Ha-neul è un ex-carcerato come lui ed è stato accusato di aggressione sessuale dalla sua amica Lee Ji-young. Suk-ho inizia comunque un nuovo viaggio professionale con Ha-neul e la sua Ttanttara Band, cercando di far funzionare le cose con l'aiuto degli altri componenti del gruppo e di Jung Geu-rin, la sorella di Ha-neul.

## Personaggi
- Shin Suk-ho, interpretato da Ji Sung
- Jo Ha-neul, interpretato da Kang Min-hyuk
- Jung Geu-rin, interpretata da Lee Hye-ri
- Yeo Min-joo, interpretata da Chae Jung-an
- Kyle/Lee Bang-geul, interpretato da Gong Myung
- Na Yun-soo, interpretato da Lee Tae-sun
- Seo Jae-hoon, interpretato da L.Joe
- Jang Man-sik, interpretato da Jung Man-sik
- Presidente Byun, interpretato da Ahn Nae-sang
- Lee Joon-suk, interpretato da Jeon No-min
- Kim Joo-han, interpretato da Heo Joon-suk
- Lee Ji-Young/Luna, interpretata da Yoon Seo
- Ji-nu, interpretato da Ahn Hyo-seop

## Ascolti
| Episodio | Data di trasmissione | Dati TNMS           | Dati TNMS                  | Dati AGB            | Dati AGB                   |
| Episodio | Data di trasmissione | A livello nazionale | Area metropolitana di Seul | A livello nazionale | Area metropolitana di Seul |
| -------- | -------------------- | ------------------- | -------------------------- | ------------------- | -------------------------- |
| 1        | 20 aprile 2016       | 5,2%                | 6,8%                       | 6,2%                | 7,2%                       |
| 2        | 21 aprile 2016       | 6,6%                | 7,7%                       | 6,6%                | 7,6%                       |
| 3        | 27 aprile 2016       | 5,5%                | 7,2%                       | 7,2%                | 8,5%                       |
| 4        | 28 aprile 2016       | 7,6%                | 9,6%                       | 8,3%                | 9,3%                       |
| 5        | 4 maggio 2016        | 5,6%                | 7,7%                       | 7,4%                | 8,8%                       |
| 6        | 5 maggio 2016        | 8,2%                | 10,8%                      | 8,7%                | 10,2%                      |
| 7        | 11 maggio 2016       | 6,4%                | 8,6%                       | 7,8%                | 9,3%                       |
| 8        | 12 maggio 2016       | 7,0%                | 8,3%                       | 8,6%                | 10,3%                      |
| 9        | 18 maggio 2016       | 7,0%                | 8,8%                       | 7,8%                | 8,8%                       |
| 10       | 19 maggio 2016       | 6,8%                | 7,4%                       | 7,7%                | 8,8%                       |
| 11       | 25 maggio 2016       | 5,7%                | 7,3%                       | 7,5%                | 8,7%                       |
| 12       | 26 maggio 2016       | 7,1%                | 8,5%                       | 8,6%                | 9,9%                       |
| 13       | 1 giugno 2016        | 5,9%                | 7,8%                       | 8,4%                | 10,0%                      |
| 14       | 2 giugno 2016        | 6,8%                | 7,9%                       | 8,1%                | 10,0%                      |
| 15       | 8 giugno 2016        | 5,2%                | 6,7%                       | 7,2%                | 8,7%                       |
| 16       | 9 giugno 2016        | 7,1%                | 8,8%                       | 7,9%                | 8,8%                       |
| 17       | 15 giugno 2016       | 5,2%                | 6,1%                       | 7,5%                | 9,0%                       |
| 18       | 16 giugno 2016       | 6,4%                | 7,6%                       | 7,8%                | 8,9%                       |
| Media    | Media                | 6,41%               | 7,98%                      | 7,74%               | 9,04%                      |

## Colonna sonora
1. Ttanttara (딴따라) – Gary ft. Miwoo
2. To Your Dream (너의 꿈에) – Suran
3. A Stray Child (길 잃은 아이) – Han Seo-yoon
4. I See You – Kang Min-hyuk
5. Send Me Your Pictures (사진 찍어 보내 줘) – Gaeko
6. A Love Before (사랑 앞에서) – Eunji
7. I Can't Live Without You (니가 있어야 살아) – Ailee ft. Truedy
8. Go Ahead, Cry (울어도 돼) – Jo Bok-rae
9. Move (이사) – Giriboy

## Riconoscimenti
| Anno | Premio           | Categoria      | Ricevente     | Risultato   |
| ---- | ---------------- | -------------- | ------------- | ----------- |
| 2016 | APAN Star Awards | Best New Actor | Kang Min-hyuk | Candidato/a |